# Estadio La Asunción
Estadio La Asunción – stadion piłkarski w gwatemalskim mieście Asunción Mita, w departamencie Jutiapa. Obiekt może pomieścić 8 000 widzów, a swoje mecze rozgrywa na nim drużyna Deportivo Mictlán.